# Maná
A Maná egy mexikói latin rock és pop együttes, amelyet 1986-ban alapítottak Guadalajarában, Jalisco államban. Jelenleg Fher Olvera (ritmusgitár, szájharmonika és szólóének), Juan Calleros (basszusgitár és nagybőgő), Álex González (dob és ének) és Sergio Vallín (gitár és ének) alkotja. Több mint eladott. 40 millió rekord világszerte.

## Történelem
A Maná eredete a Sombrero Verde (zöld kalap) nevű zenei csoporthoz nyúlik vissza, melynek tagjai Fher Olvera, mint hang, Gustavo Orozco elektromos gitáron, és a Calleros testvérek, Juan basszusgitáron, Ulises elektromos gitáron és Abraham az akkumulátoron. , eredetileg Guadalajarából származtak. Eleinte bárokban játszottak. 1980-ban úgy döntöttek, hogy összejönnek, hogy különböző dalokat játsszanak olyan csoportoktól, amelyeket csodáltak, többek között a The Beatles-től, a Led Zeppelin-től, a The Police-tól, a The Rolling Stones-tól. Kezdetben The Green Hat Spies-nek hívták magukat, de hamarosan a név Green Hat-re rövidült, végül Sombrero Verde néven spanyolra adaptálták, mivel a banda a saját nyelvükön akart rockot játszani, lévén az első csoportok között, akik vállalkoztak a zeneszerzésre. saját dalaikat még akkor is, amikor a rock spanyolul nem volt trend.

## Dalok és hangsávok

### Maná (1987)
1. Robot 3.20
2. Mentirosa (Alex González) 03.50
3. Bailando 03.40
4. México 2.56
5. Entré por la Ventana (Alex González) 3.25
6. Cayó mi nave 4.17
7. Mueve las caderas 3.55
8. En la playa 3.54
9. Lentes de dol (Alex González) 3.23
10. Queremos paz 3.10

Időtartam: 35.54

### Falta amor (1990)
1. Gitana 4.15
2. Refrigerador 3.50
3. Rayando el sol 4.16
4. Buscándola 4.09
5. Soledad 4.38
6. Falta amor 4.15
7. Estoy agotado 3.53
8. Perdido en un barco 4.16
9. La puerta azul 3.14
10. Maeo 3.58
11. No me mires así 4.44

Időtartam: 45.33

### ¿Dónde jugarán los niños? (1992)
1. De pies a cabeza – 4:40 (Fher Olvera, Alex González)
2. Oye mi amor – 4:36 (Fher Olvera, Alex González)
3. Cachito – 4:50 (Fher Olvera, Alex González)
4. Vivir sin aire – 4:54 (Fher Olvera)
5. ¿Dónde jugarán los niños? – 4:18 (Fher Olvera, Alex González)
6. El desierto – 4:11 (Fher Olvera, Alex González)
7. La chula – 4:11 (Fher Olvera, Alex González)
8. Cómo te deseo – 4:34 (Fher Olvera)
9. Te lloré un río – 4:55 (Fher Olvera)
10. Cómo diablos – 3:55 (Fher Olvera)
11. Huele a tristeza – 4:48 (Fher Olvera)
12. Me vale – 4:34 (Alex González)
13. Cómo Te Deseo (Remix) – 4:48 (Fher Olvera)
14. La Chula (Remix) – 5:55 (Fher Olvera, Alex González)

Időtartam: 54:26

### Maná en vivo (1994)

#### 1. CD
1. De pies a cabeza 5.40
2. Oye mi amor 4.51
3. Refrigerador 3.59
4. ¿Dónde jugarán los niños? 6.30
5. Soledad 6.11
6. Huele a Tristeza 7.10
7. Te lloré un río 6.35
8. Estoy agotado 4.15
9. Perdido en un barco 4.25
10. Buscándola 4.06

Időtartam: 53.47

#### 2. CD
1. La chula 4:32
2. El rey 4.39
3. Cómo diablos 8.05
4. Me vale 6.15
5. Rayando el sol 7.46
6. Cómo te deseo 9.21
7. La puerta azul 3.38
8. Vivir sin aire 5.54

Időtartam: 50.13

### Cuando los ángeles lloran (1995)
1. Cómo un perro enloquecido 4.25
2. Selva negra 5.45
3. Hundido en un rincón 6.01
4. El reloj cucú 5.06
5. Mis Ojos 4.55
6. Ana 4.55
7. Siembra el amor 5.15
8. Cuando los ángeles lloran 5.08
9. Déjame entrar 4.26
10. No ha parado de llover 5.26
11. Antifaz 5.01
12. El borracho 4.46

Időtartam: 01.01.08

### Sueños líquidos (1997)
1. Hechicera 5.05
2. Un lobo por tu amor 5.24
3. Cómo dueles en los labios 4.10
4. Chamán 5.15
5. Tú tienes lo que quiero 4.40
6. Clavado en un bar 5.15
7. Róbame el alma 4.05
8. En el muelle de San Blas 5.56
9. La sirena 5.31
10. Me voy a convertir en un ave 5.05
11. Como te extraño corazón 5.13
12. Ámame hasta que me muera 5.29

Időtartam: 01.01.08

### Maná MTV Unplugged (1999)
1. No ha parado de llover 6.40
2. En el Muelle De san blas 7.00
3. Vivir sin aire 5.44
4. Cuando los ángeles lloran 7.05
5. Cachito 5.19
6. Te solté la rienda 4.05
7. Desapariciones 7.04
8. Falta amor 4.15
9. Coladito 1.34
10. Ana 5.09
11. Rayando el sol 5.00
12. Se me olvidó otra bez 3:42
13. Perdido en un barco 4:44
14. Oye mi amor 5:37

Időtartam: 01.13:04

## Tracce

### Todo Maná (2001)
1. En el muelle de san Blas 6,01
2. Vivir sin aire 4,56
3. Oye mi amor 4,34
4. Te lloré todo un río 4,56
5. Como te deseo 4,33
6. Clavado en un bar 5,16
7. No ha parado de llover 5,28
8. Déjame entrar 4,23
9. Cuando Los Angeles lloran 7,09
10. De pies a cabeza 4,40
11. Perdido en un barco 4,12
12. Rayando el sol 4,16
13. Hechicera 5,06
14. Un lobo por tu amor 5,22

### Revolución de amor (2002)
1. Eres mi religión (duett Zuccheróval) 5.32
2. Justicia, tierra y libertad 5.16
3. Ay doctor 5.28
4. Fe                                     4.40
5. Sábanas frías 5.20
6. Pobre Juan 5.12
7. Por qué te vas 4.43
8. Mariposa traicionera 4.22
9. Sin tu cariño 4.58
10. Eres mi religión 5.28
11. No voy a ser tu esclavo 4.25
12. Ángel de amor 4.57
13. Nada que perder 5.12

Időtartam: 01.05.38

### Amar es combatir (2006)
1. Manda una señal – 5:08
2. Labios compartidos – 5:18
3. Ojalá pudiera borrarte – 4:55
4. Arráncame el corazón – 4:44
5. Tengo muchas alas – 4:32
6. Dime Luna – 4:49
7. Bendita tu luz – 4:23
8. Tú me salvaste – 4:19
9. Combatiente – 4:37
10. El viaje (dub) – 4:16
11. El rey tiburón – 4:51
12. Somos mar y arena – 4:42
13. Relax – 4:16

### Drama y luz (2011)
1. Lluvia al corazón – 4:08 (Fher Olvera, Sergio Vallín)
2. Amor clandestino – 4:51 (Fher Olvera)
3. Mi reina del dolor – 4:06 (Fher Olvera, Sergio Vallín)
4. El espejo – 5:22 (Fher Olvera)
5. Sor María – 5:03 (Fher Olvera, Sergio Vallín)
6. Vuela libre paloma – 5:25 (Fher Olvera)
7. No te rindas – 5:03 (Fher Olvera)
8. Latinoamérica – 5:31 (Alex González)
9. El dragón – 4:47 (Fher Olvera, Sergio Vallín)
10. El verdadero amor perdona – 4:41 (Fher Olvera)
11. Evenéname – 3:37 (Fher Olvera, Alex González)
12. No te rindas – 4:12 (Fher Olvera) – (Versione alternativa)

Időtartam: 56:46